# 年齡造假
年齡造假是指當一個人故意謊稱他或她的真實年齡時所發生的事件。這通常是為了獲得本來無法提供給人的特權或地位而做。

## 體育項目
許多體育比賽都設有年齡限制，因此年齡偽造在體育界上屢見不鮮。

## 註解
1. 1 2  . The Guardian. February 21, 2010  [June 12, 2011]. （原始内容存档于2018-04-21）.